# Робот Чаппі
«Робот Чаппі» (англ. Chappie) — американський науково-фантастичний фільм 2015 року, знятий у Південній Африці. Режисер – Нілл Блумкамп. Сценарій, написаний Блумкампом і Террі Тачелом, базується на TetraVaal – короткометражному фільмі Блумкампа 2004 року. У зйомках брали участь Шарлто Коплі, Дев Пател, Хосе Пабло Кантільо, Сіґурні Вівер, Г'ю Джекмен та Воткін Тюдор Джонс і Йоланді Фіссер, учасники реп-гурту Die Antwoord. Постановка і зйомка фільму відбувалася в Йоганнесбурзі. Сюжет побудований на історії робота зі штучним інтелектом на ім'я Чаппі, якого захопили і навчали гангстери.
Прем'єра фільму відбулася у Нью-Йорку 4 березня 2015 року, на широких екранах він з'явився уже 6 березня 2015 року. Світовий показ стрічки збільшив загальний бюджет фільму від $49 до $102 мільйонів. На сайті RottenTomatoes позитивні відгуки про фільм становлять 31 %, а на Metacritic його оцінка 41/100.

## Сюжет
У відповідь на рекордний зріст злочинності в Йогеннесбурзі, уряд Південної Африки купує військовий ескадрон повністю оснащених сучасним обладнанням, броньованих роботів від  Tetravaal – компанії Деона Вілсона. Конкуруючу компанію MOOSE очолює рядовий інженер Вінсент Мур. Слава Деона зростає, та зростають і заздрощі Вінсента, якому не приділяють достатньо уваги. Вдома Деон конструює прототип штучного інтелекту, який копіює людську свідомість, має емоції та власні думки. Проте Мішель Бредлі, генеральний директор компанії, відмовляє йому у проведенні тесту на посаду робота-поліцейського. Деон тікає разом з роботом і ключем, який дозволяє запустити програмне забезпечення, ще до того, як робота знешкодять. На шляху додому чоловіка викрадає група гангстерів Ніндзя, Йоланді та Америка, які погрожують його вбити. Єдиним виходом є перепрограмування робота для ганстерів. Деон завантажує нове програмне забезпечення для пошкодженого робота, який реагує з дитячим страхом на все, що відбувається навколо. Деон і Йоланді заспокоюють його, навчають вимовляти слова і називають «Чаппі». Хоча Деон хоче залишитися з роботом, Ніндзя силоміць змушує його покинути їх схованку.
Банда Ніндзя має лише кілька днів щоб віддати Гіппо, впливовому гангстеру, борг у 20 мільйонів. Йоланді ставиться до Чаппі як до дитини і хоче його виховувати. Ніндзя роздратований через наближення кінцевого терміну угоди та через те, що незамінна батарея Чаппі закінчується, відраховуючи останні дні. Ніндзя відновлює свої спроби зробити Чаппі справжнім гангстером, залишивши його наодинці на сусідній території, сповненій небезпек. Робота, пораненого бандитами, переслідує Вінсент, який планує вивести з ладу всю зброюTetravaal окрім MOOSE. Вінсент успішно добуває для себе захисний ключ, але пораненому Чаппі вдається утекти і повернутися до схованки. Йоланді звинувачує Ніндзя у поганому ставленні до Чаппі і він збирається заслужити пробачення, навчивши Чаппі бойовому мистецтву і поводженню зі зброєю. Ніндзя і Америка хитрістю втягують Чаппі у крадіжку автомобілів, обіцяючи замінити його помираюче тіло. У Tetravaal Вінсент за допомогою ключа завантажує вірус для знищення усіх поліцейських роботів, включаючи Чаппі. Усі злочинці вчиняють масові заворушення на вулицях Йоганнесбургу і Деон доставляє Чаппі на фабрику Tetravaal, щоб полагодити його. Після перезавантаження, Чаппі помічає шолом, який використовують для контролю над MOOSE. У схованці він переобладнує його для того, щоб перенести власну свідомість на комп'ютер і мати змогу змінити тіло, коли його власне вийде з ладу.
Банда Ніндзя використовує Чаппі для нальоту на поліцейський патруль і викрадення грошей. Це фіксують в новинах, що слугує підказкою для Tetravaal де шукати робота. Коли Чаппі стає відомо, що Ніндзя його обманув і не збирається замінити його тіло, робот вирішує вбити зрадника. Проте Деон приїжджає попередити їх про те, що Мішель Бредлі віддала наказ знищити Чаппі. У цей час робот MOOSE, керований Вінсентом, збирається підірвати Деона і Чаппі у схованці і Гіппо приїхав забрати борг. Америка та Гіппо вбиті у сутичці з гангстером, а Деон смертельно поранений. Йоланді жертвує собою щоб врятувати Ніндзя. Чаппі виводить з ладу MOOSE, активувавши прикріплену раніше бомбу.
Чаппі, розлючений через смерть Йоланді, їде до організації, вривається в офіс і жорстоко розправляється з Вінсентом. Потім він переносить свідомість помираючого Деона в одного з роботів через модифікований шолом MOOSE. Коли Чаппі помирає, Деон переносить його в дезактивованого робота-поліцейського. Чаппі і Деон розривають контракт із Tetravaal і працюють поліцейськими.
Невдоволений Ніндзя знаходить запис, підписаний «Свідомість Мами. Тестова версія» з копією свідомості Йоланді, яку Чаппі зробив, тестуючи на ній пристрій. Чаппі зламує обладнання Tetravaal і створює робота подібного до Йоланді.

## У ролях
- Шарлто Коплі —  Чаппі  (озвучення та захоплення руху)
- Г'ю Джекмен —  Вінсент Мур
- Дев Пател —  Деон Вілсон
- Анрі Дю Туа —  Йоланді
- Воткін Тюдор Джонс —  Ніндзя
- Хосе Пабло Кантилена —  Америка
- Сігурні Вівер —  Мішель Бредлі
- Андерсон Купер —  в ролі самого себе (камео)

## Постановка
- «Робот Чаппі» є третім повнометражним фільмом Нілла Блумкампа як режисера. Він написав сценарій разом зі своєю дружиною Тері Тетчел, яка також є співавтором «Дев'ятого округу». Вони писали його протягом двох тижнів, у той час як Блумкамп створював свій витвір під назвою «Елізіум». Зйомки почалися у кінці жовтня 2013 року в Йоганнесбурзі у Південній Африці. Одна зі сцен знімалася у Понте-Сіті. Завершились знімання у лютому 2014 року.  Додаткові зйомки для фільму відбувалися у Британській Колумбії та Канаді у квітні 2014 року. Фільм був відзнятий  камерами  Ред Епік, використовуючи анаморфований кіноформат. Освітлення було виставленоза допомогою Кіно Фло Селебс, а візуальні ефекти компанією Імейдж Енджин, яка розташована у Ванкувері. Компанія з розробки зброї у фільмі має назву -  "Тетра Вааль" — це таке посилання на  короткометражний фільм Блумкампа, який вийшов у прокат у 2003 та має таку ж назву, і зосереджується на поліцейському роботі в Йоганнесбурзі з аналогічним дизайном, що і Робот Чаппі.  Блумкамп заявив, що Чаппі був створений на основі Тетравааль. Блумкамп також використовував робота з аналогічної конструкції в його короткометражці 2005 року Темпбот, і обидва його творіння, такі як  Темпбот та ще одна короткометражка Єллоу розповідали про мислення і навчання робота, який намагається асимілюватися в суспільстві.

## Офіційний Реліз
- 6 лютого 2015, IMAX Corporation і Sony оголосили, що фільм буде відцифровий у форматі IMAX і вийде у релізи в IMAX кінотеатрах 6 березня 2015. Прем'єра фільму у Нью-Йорку відбулася 4 березня, 2015, а у  Сполучених Штатах 6 березня 2015

## Касові Збори
Чаппі зібрав $ 31600000 в Північній Америці і $ 70 млн на інших територіях на загальну сумму $ 102100000, із бюджетом у $ 49 млн. 
Фільм заробив $ 4600000 в день відкриття, $ 5300000 на другий день, і $ 3500000 на третій день, на загальну суму $ 13400000 в перший уїк-енд, під час гри в 3,201 кінотеатрах. Він зібрав в середньому $ 4.155 на один кінотеатр і зайняв перше місце у прокаті.

## Критика
На сайті Rotten Tomatoes фільм отримав рейтинг 31% на основі 114 рецензій із середньою оцінкою 4,8 з 10. Висновок сайту був однозначний: "Чаппі може похвалитися великою кількістю ідей і візуальними ефектами, чим режисер Нілл Блумкамп і став відомим, і, на жаль, з багатьма оповідними недоліками.
На Metacritic, який призначає середню оцінку, фільм набрав 41 бал  зі 100, заснований на відгуках  39 кінокритиків, отримавши змішані і негативні відгуки. 
Мік LaSalle в San Francisco Chronicle оцінили його  у три з чотирьох зірок і написали, "Важко сказати, що він робить свідомо, а що він робить за допомогою інтуїції, але він робить дійсно цікаві речі". 
Том Хаддлстон з Time Out London рейтингу виділив, що це чотири з п'яти зірок. Райан Лембі від denofgeek.com, дав фільму позитивний огляд заявивши, що «Незважаючи на рвані краї його історії, Чаппі, проте є дуже добродушний, незважаючи на  його вбогий вигляд ззовні. Якщо вам сподобалися попередні фільми режисера, ви зобов'язані подивитися це заради себе, щоб переконатися в цьому, теж.» IGN рецензент Джош Лассер також дав «Роботу Чаппі» позитивний відгук, з «гарним» рахунком 7,6 з 10. Деякі рецензенти порівнювали характер робота  з Джар Джар Бинкс із Зоряних воєн.

## Можливі продовження фільму
У березні 2015 року, Блумкамп заявив, що він "написав [ Чаппі ] як трилогію. І хоч я не написав два інших сценарії, але я написав попередні версії кіносценарію, так що я начебто думаю, що я знаю, що буде відбуватися  з наступними двома частинами, але ... але, чесно кажучи, я не дуже хочу розповідати як сюжет буде розвиватися далі". Що стосується, чи хоче він їх відзняти, він відповів: "Я думаю, так. Так, я маю на увазі, що я люблю кіно, так я люблю відчуття гордості за свій фільм. Я не знаю, що глядачі будуть говорити, і чи  це буде економічно здійсненно, але я думаю, що я хотів би знімати ці дві стрічки" .